# Gunnar Åström
Gunnar Åström detto Asa (15 gennaio 1904 – 28 marzo 1952) è stato un calciatore finlandese, di ruolo attaccante.

## Carriera
Leggenda dell'HIFK, società di Helsinki nella quale ha giocato durante tutta la carriera professionistica, tra il 1923 e il 1939, fece parte anche della Nazionale di calcio della Finlandia con la quale ha realizzato 16 marcature giocando 43 partite. Grazie a queste prestazioni è 7º tra i migliori marcatori della Nazionale finlandese.

## Palmarès

### Club

#### Competizioni nazionali
- Campionato finlandese: 4

HIFK: 1930, 1931, 1933, 1937